# Gramón Bagó
Gramón Bagó de Uruguay S.A. es un laboratorio de especialidades farmacéuticas con base en Montevideo, Uruguay que produce y/o comercializa medicamentos de uso humano, cosméticos y dispositivos terapéuticos.

## Historia
Gerardo Ramón y Cía S.A. fue fundado en el año 1931 por Don Gerardo Ramón, inmigrante español procedente de Barcelona. Se inicia como empresa unipersonal, pasando luego a ser Sociedad Colectiva y finalmente Sociedad Anónima.
Utilizó varios domicilios en la ciudad de Montevideo, hasta que en 1954 al transformarse en Gerardo Ramón y Cía S.A. se instala en su actual ubicación de la Av. Joaquín Suárez 3359. A partir de ese año comienza un período de crecimiento que la lleva a ubicarse entre las principales empresas del mercado farmacéutico.
En el año 1992 se produce la asociación con Laboratorios Bagó S.A. de Argentina, empresa fundada en el año 1934, coincidentemente por inmigrantes del mismo origen, convirtiéndose con el paso del tiempo en una de las empresas líderes dentro del sector farmacéutico argentino.
De la conjunción de estas dos empresas surge entonces, a partir de 1992, Gramón Bagó de Uruguay S.A., la que continúa ubicándose entre las cinco mayores empresas del mercado, a pesar de las fusiones que se han realizado en el área farmacéutica en los últimos años. 
Representa, distribuye y comercializa en Uruguay líneas de productos procedentes de Alemania, Argentina, Estados Unidos, Francia y Suiza. Más de 100 personas trabajan en la planta de fabricación que produce para el mercado local y la exportación.

## Representante para Uruguay
- Gerardo Ramón y Cía. S.A.I.C. (Argentina)
- Laboratorios Bagó S.A. (Argentina)
- Química Montpellier S.A. (Argentina)
- Mead Johnson Nutrition(Argentina)
- Dr. Falk Pharma GmbH (Alemania)
- Institut Biochimique S.A. (Suiza)
- Armstrong Laboratorios de México S.A.C.V. (México)
- Biose (Francia)
- Icu Medical (Estados Unidos)
- Bioprofarma Bagó S.A. (Argentina)
- Galderma Argentina S.A.
- Becton Dickinson Argentina S.R.L. (BD Diabetes Care)
- Meda Pharma GmbH & Co. KG (Alemania)
- NutraPharm S.A. (Chile)
- Amsino (Estados Unidos)